# Gábrus Zachar
Gábrus Zachar (vagy Gábrus Zachariás; (Szamosújvár, 1794. augusztus 18.  – Szamosújvár, 1870. április 27. ) erdélyi örmény lexikográfus, polihisztor, író, tanár. Kiváló armenista, azaz a magyarországi örménységkutatás egyik megalapozója. Kortársai sokoladalú tehetsége elismeréseként "ezermesternek" nevezték.

## Életpályája
Szamosújváron született, az erdélyi örmények legfontosabb központjában. Tanulmányait szülőhelyén kezdte, majd Kolozsvárt folytatta. A teológiát Gyulafehérvárt végezte el. Alacsony termete miatt azonban nem vették be papnak. 
1817-ben városi adóiró biztos, majd a következő évtől a helyi örmény-katolikus elemi fiúiskola kíváló tanára lett. A szamosújvári egyházi énekek egynegyedét ő szerzette; ugyancsak ő gyűjtötte össze azokat négy vaskos kötetbe. 
Főként nyelvkönyveket, útleírásokat, szépirodalmi műveket írt. Több tanítványa megtalálható a későbbi Arménia folyóirat szerzői között.

## Munkái (válogatás)
- Száz szent örmény hymnus (32 ív);
- Örmény-magyar abc és olvasókönyv;
- Örmény káté;
- Mennyiségtani földrajz (magyarul);
- Kórtan (magyar);
- 4-ik parancs örményül, rímes versekben (2 kötet);
- Gúnyköltemény a farkasról és holdról;
- Siralom, rímes vers örményül, 1 kötet;
- Consummatum est, rímes versekben örményül, 1 kötet;
- Apologia;
- Az isteni gondviselés,( 9 kötet, örményül;
- Istenbe vetett remény;
- Vegyes költemények, örményül, 2 kötet;
- Heraldika, latinul, 4 kötet;
- 174 Ujabb szent hymhuszok, örm., 4. köt.;
- Örmény-magyar-latin szótár, 5 köt.;
- Észrevételek Renan ellen, magyarul, 1 köt. 4-ed rét, 624 lap;
- Acrosticon;
- Latin nyelvtani magyarázatok;
- Vers és ékesszólástan;
- Gyászköltemény (150).

### Magyar nyelven írt színdarabjai
- A varga (3 felvonásban);
- József elárultatása (5 felvonásban);
- Dávid király (5 felvonásban);
- A fiui páratlan szeretet (5 felvonásban).

## Emlékezete
Tanitványai 1872. szeptember 17-én díszes síremléket emeltek porai fölé.